# Абакост

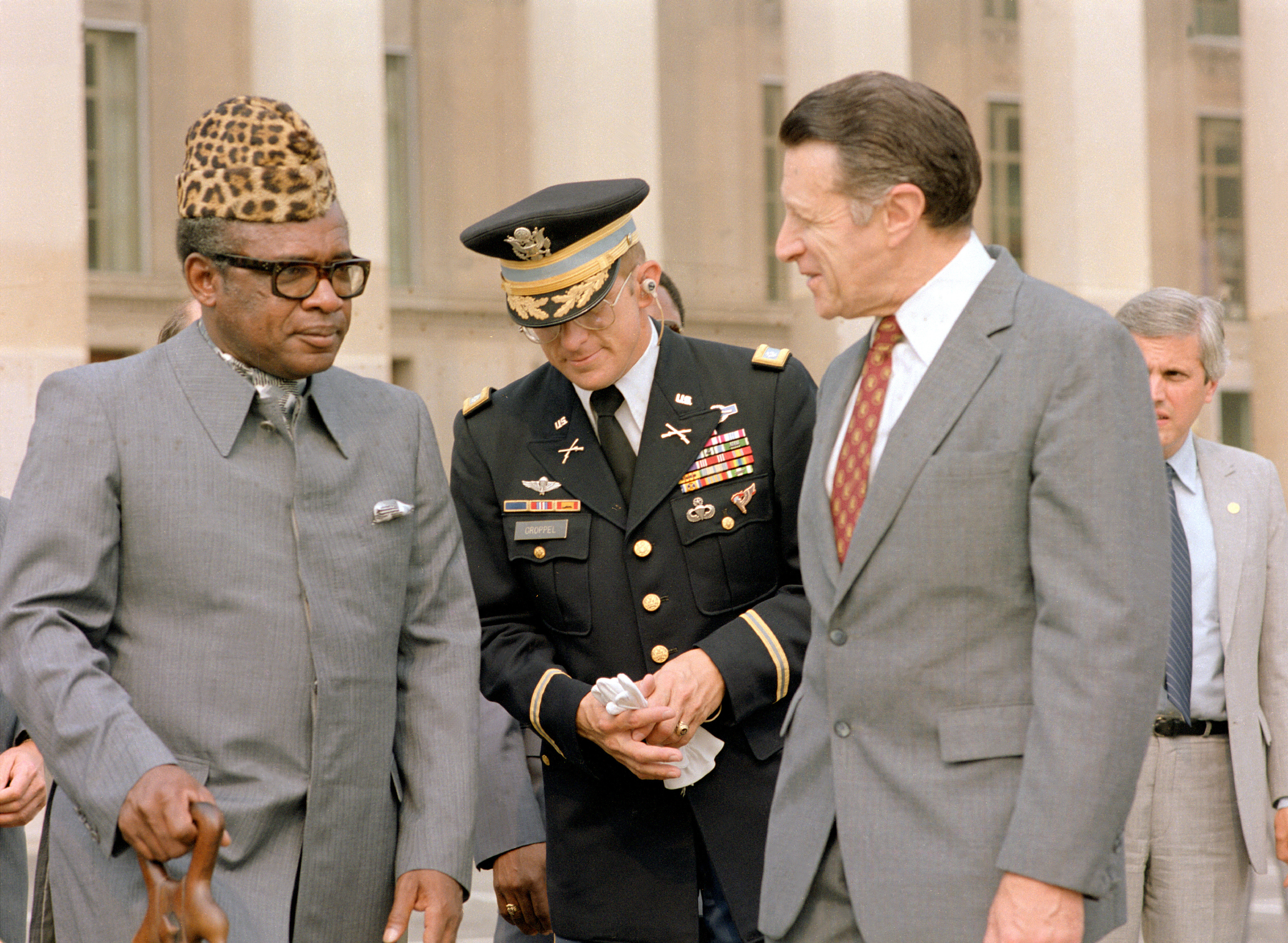
Мобуто (ліворуч) в абакості

Абакост (від фр. à bas le costume — «геть костюм») — одяг, який було рекомендовано одягати (замість європейського костюму, що потрапив під заборону) корінним жителям Заїру чоловічої статі у період кампанії «заїризації», яку проводив президент Мобуту Сесе Секо у 1972–1990 роках.
Абакост, з точки зору Мобуту та його прибічників, розглядався як символ подолання колоніального минулого (як і такі заходи, як знесення пам'ятників доби колоніалізму, заміна «колоніальних», тобто християнських, імен на традиційні африканські, запровадження традиційних звичаїв та кухні). Вважається, що дизайн абакосту розробив сам Мобуту.
«Класичний» абакост є двокольоровим піджаком, подібним до френча, пошитий з темних матеріалів, носити який слід було із шийною хустиною замість краватки. Низка дослідників вбачають подібність абакосту до костюма Мао.
Носіння абакосту, принаймні для державних службовців, було номінально обов'язковим.
З кінця 1980-их років європейський костюм почав повертатись у вжиток аполітичної частини заїрського суспільства; у той же період молодь віддавала перевагу французькому чи італійському стилям. У квітні 1990 року Мобуту проголосив лібералізацію суспільного життя, у зв'язку з чим обов'язкове носіння абакостів було скасовано, однак прибічники Мобуту та його курсу продовжували носити абакости.
Своєрідну спробу «воскресити» абакост здійснили вже у 2000-их роках у Кенії, де було розроблено варіант національного костюму для «боротьби з костюмом західного зразку».